# Karl Dahlheimer
Karl Dahlheimer (* 1906; † November 1943) war ein deutscher Fußballspieler.

## Karriere
Dahlheimer gehörte von 1924 bis 1930 dem FV Saarbrücken an, für den er als Torhüter in den vom Süddeutschen Fußball-Verband ausgetragenen Meisterschaften bis 1926/27 in der Bezirksliga Rheinhessen/Saar, danach in der Gruppe Saar der Bezirksliga Rhein/Saar Punktspiele bestritt. Während seiner Vereinszugehörigkeit gewann er mit seinem Verein zweimal den Titel des Bezirksmeisters. Aufgrund der regionalen Meisterschaften nahm er mit seiner Mannschaft an den Endrunden um die Süddeutsche Meisterschaft teil, belegte 1926 jedoch nur den fünften Platz von fünf teilnehmenden Bezirksmeistern und des zusätzlich teilnehmenden amtierenden Pokalsiegers. 1928 bildete seine Mannschaft das Schlusslicht unter den acht teilnehmenden Gruppensiegern.
In den 1930er Jahren stand der Torwart beim SC Fives in Frankreich zwischen den Pfosten.
1939 spielte er für den Verein in der zweitklassigen Bezirksliga, aus der er 1940 in die Gauliga Südwest, in einer von zunächst 16, später auf 23 aufgestockten Gauligen zur Zeit des Nationalsozialismus als einheitlich höchste Spielklasse im Deutschen Reich, aufgestiegen war. In der in zwei Staffeln unterteilten Gauliga ging er mit seiner Mannschaft 1941 als Sieger der Staffel Saarpfalz hervor, unterlag jedoch Kickers Offenbach, dem Sieger der Staffel Mainhessen, in dem in Hin- und Rückspiel ausgetragenen Finale um die Gaumeisterschaft im Gesamtergebnis mit 4:5. Seine letzten beiden Spielzeiten bestritt er in der Gauliga Westmark; schloss er die Saison 1941/42 noch als Siebtplatzierter ab, so gewann er mit seiner Mannschaft 1942/43 die Gaumeisterschaft mit einem Punkt Vorsprung auf den FC Metz. Aufgrund des Erfolges nahm er mit ihr an der Endrunde um die Deutsche Meisterschaft 1942/43 teil. In der Endrunde kam er in allen fünf Spielen, einschließlich des am 27. Juni 1943 in Berlin erreichten Finales, das gegen den Dresdner SC mit 0:3 verloren wurde, zum Einsatz. Ferner bestritt er das am 19. September 1943 mit 2:1 gewonnene Achtelfinale bei Kickers Offenbach und das am 3. Oktober 1943 mit 1:2 n. V. verlorene Viertelfinale gegen den FC Schalke 04 im Tschammerpokal-Wettbewerb.

## Erfolge
- Zweiter der Deutschen Meisterschaft 1943
- Gaumeister Westmark 1943
- Finalist der Gaumeisterschaft Südwest 1941
- Staffelsieger Saarpfalz 1941
- Bezirksmeister Saar 1928
- Bezirksmeister Rheinhessen/Saar 1926